# Cantone di Saint-Dizier-Ovest
Il Cantone di Saint-Dizier-Ovest era una divisione amministrativa dell'Arrondissement di Saint-Dizier.
A seguito della riforma approvata con decreto del 17 febbraio 2014, che ha avuto attuazione dopo le elezioni dipartimentali del 2015, è stato soppresso.

## Composizione
Comprendeva parte della città di Saint-Dizier e 8 comuni:
- Éclaron-Braucourt-Sainte-Livière
- Hallignicourt
- Humbécourt
- Laneuville-au-Pont
- Moëslains
- Perthes
- Valcourt
- Villiers-en-Lieu